# Hrobka rodin Lanna a Schebek
Hrobka rodin Lanna a Schebek je pohřební mauzoleum postavené v roce 1873 podle projektu architekta Antonína Viktora Barvitia v novobyzantském slohu pro rodiny stavebních podnikatelů a šlechticů Vojtěcha Lanny mladšího a Jana Schebka. Je situována u zdi V. hřbitova na Olšanských hřbitovech (V, 24, 38) v Praze. Kaple s hrobkou se od roku 1993 nachází v městské památkové zóně. Jedná se o největší hrobku na Olšanských hřbitovech a zároveň o největší samostatně stojící hrobku v Praze.

## Popis stavby
Pohřební kaple má obdélníkový půdorys. Nacházejí se zde dvě modlitební kaple a dvě krypty k ukládání rakví zemřelých, jedna pro každou z rodin. Fasádu stavby zdobí šlechtické erby obou rodin a nápisy jmen rodin. Stavba byla vyhotovena z hladkého kamene v novobyzantském slohu odkazujícím na architekturu z raného období Byzantské říše.

## Autoři stavby
Stavba byla realizována v roce 1873 podle architektonického návrhu, jehož autorem je Antonín Viktor Barvitius, jeden z nejvýznamnějších představitelů české architektury přelomu 19. a 20. století. Stavebně se odkazuje k Lannově vile, kterou Barvitius pro Lannu postavil v pražské Bubenči. Na sochařské výzdobě se podílel Ludvík Šimek, fresky v interiéru vytvořil malíř František Sequens.
Stavebníky pohřební kaple a hrobky byli Vojtěch Lanna mladší a Jan Schebek, majitelé stavebního podnikatelství Lanna a Schebek, které se ve své době specializovalo především na výstavbu železničních tratí (mj. pro Buštěhradskou dráhu). Oba se věnovali stavebnímu podnikání, společně spolupracovali od roku 1864 a postupně ze svého podniku vybudovali jeden z největších svého druhu v Rakousku-Uhersku. V době stavby hrobky zažívala firma svůj podnikatelský vrchol. V hrobce jsou společně s nimi uloženy jejich manželky a další příbuzní, včetně ostatků Lannova otce, Vojtěcha Lanny staršího, který zemřel roku 1866.
Po roce 1948 stavba téměř kontinuálně chátrala. Roku 2019 byla pod veřejnou správou dokončena její kompletní rekonstrukce, kdy byla stavbě navrácena její původní podoba.